# В Сантьяго идёт дождь (фильм)
«В Сантьяго идёт дождь» (фр. Il pleut sur Santiago, болг. Над Сантяго вали) — кинофильм совместного франко-болгарского производства о событиях 1973 г. в Чили. Названием фильма был избран пароль к началу военного мятежа Вооружённых Сил против президента Сальвадора Альенде.

## Сюжет
В 1970 году в ходе избирательной кампании выясняется, что несомненным победителем становится кандидат от Народного единства Сальвадор Альенде. Правоконсервативные круги в правительстве и армии до последнего момента затягивают объявление победы президента-социалиста, обсуждая возможность отстранить его конституционным путём или при помощи переворота. Однако они вынуждены признать поддержку Сальвадора Альенде со стороны подавляющего большинства чилийцев и отказываются от вооружённого пути.
В 1971 году при участии ЦРУ начинается как национальная, так и международная кампания по экономическому удушению Чили: крупные предприниматели саботируют производство, американские корпорации вывозят за бесценок чилийские полезные ископаемые, международные финансовые организации замораживают свои операции с Чили. Правительство Альенде начинает национализацию медных месторождений и пытается прекратить забастовки транспортников, финансистов и медицинских работников. Рабочие устанавливают самоуправление на саботируемых их владельцами производствах.
В 1973 году, внезапно прервав совместные с американским флотом учения, корабли ВМФ Чили возвращаются в Вальпараисо. С этого начинается мятеж, призванный сорвать плебисцит о доверии президенту Альенде. Тем временем в сухопутных частях Вооружённых Сил Чили начинаются аресты и расстрелы «неблагонадёжных» (коммунистов, социалистов и т. п.) и отказывающихся присоединиться к мятежу против правительства.
Члены студенческого союза Технического университета призывают оказать сопротивление фашистскому перевороту, вооружаются и организуют оборону в здании университета. После нескольких неудачных попыток штурма солдатам всё же удаётся арестовать оставшихся без патронов студентов.
Ткачи на одной из самоуправляющихся фабрик строят баррикады и пытаются предотвратить продвижение военных. Однако против них бросают танки, и руководитель обороны фабрики, спасая людей, приказывает сдаться. Его, как марксиста и перешедшего на сторону рабочих дезертира из числа солдат, тут же расстреливают.
В то же время, получив известие о государственном перевороте, Сальвадор Альенде со своими товарищами отправляется в президентский дворец Ла-Монеда. После отвержения президентом нескольких предложений сдаться и в «полной безопасности покинуть страну» начинается штурм. Президент Альенде зачитывает своё последнее обращение к чилийскому народу, после чего приказывает вывести всех безоружных и раненых из президентского дворца и присоединяется к обороняющимся. После бомбардировки начинается последний штурм Ла-Монеды, во время которого президент Альенде гибнет, прикрывая товарищей.
Вечером того же дня на стадион со всех концов Сантьяго свозят арестованных, где над ними издеваются офицеры. Певец призывает всех заключённых петь «Venceremos!», показывая тем самым, что военная хунта не сможет сломить народ. Сперва его никто не поддержал, но когда его избили и вывели на арену и заставили петь опять, все схваченные запели «Venceremos!», но смолкли, когда певца начали снова избивать.
На следующее утро ректоры всех университетов были заменены военными, преподаватели не решались рассказывать дальше Платона, начались массовые аресты среди интеллигенции, любого названного «коммунистом» или «марксистом» расстреливали на месте, а на улицах начали сжигать «марксистскую» литературу…

## В ролях
- Биби Андерссон — Моника Кальве
- Рикардо Куччолла — Оливарес
- Андре Дюссолье — Хьюго
- Бернар Фрессон — министр
- Серж Маркан — генерал Ли
- Лоран Терзиефф — Кальве
- Морис Гаррель — Йорг
- Анни Жирардо — Мария Оливарес
- Анри Пуэрье — Пиночет
- Найчо Петров — Сальвадор Альенде
- Любомир Димитров — Рауль
- Жан-Луи Трентиньян — сенатор
- Коста Цонев
- Димитр Буйнозов — командир гвардии
- Димитер Герасимов — Певец
- Джон Эбби — агент ЦРУ